# كيمبرلي لي كورت
كيمبرلي لي كورت (بالإنجليزية: Kimberley Le Court) هي دراجة موريشيوسية، ولدت في 23 مارس 1996.

## وصلات خارجية
- كيمبرلي لي كورت على موقع الاتحاد الدولي للدراجات (الإنجليزية)
- كيمبرلي لي كورت على موقع إحصائيات الدراجات الإحترافية (الإنجليزية)
- كيمبرلي لي كورت على موقع نسبة الدراجات (الإنجليزية)